# Subdivision de l'équipement
La Subdivision de l'équipement est un monument historique de Guyane situé dans la ville de Saint-Laurent-du-Maroni.
Le site est inscrit monument historique par arrêté du 25 juin 1979, ce bâtiment ayant été construit durant la seconde moitié du XIXe siècle.